# Sphenarches mulanje
Sphenarches mulanje is een vlinder in de familie van de vedermotten (Pterophoridae). De wetenschappelijke naam van de soort is voor het eerst geldig gepubliceerd in 2014 door Vasily N. Kovtunovich & Petr Ya. Ustjuzhanin.

## Type
- holotype: "male. 27–29.12.2008, leg. Kovtunovich V. & Ustjuzhanin P. BMNH 22944"
- instituut: BMNH, Londen, Engeland
- typelocatie: "Malawi, Mt. Mulanje, 90 km E Blantyre, Ruo Valley Forest, Ruo River, S 15°58' E 35°39', 916 m"